# Buliisa (distrito)

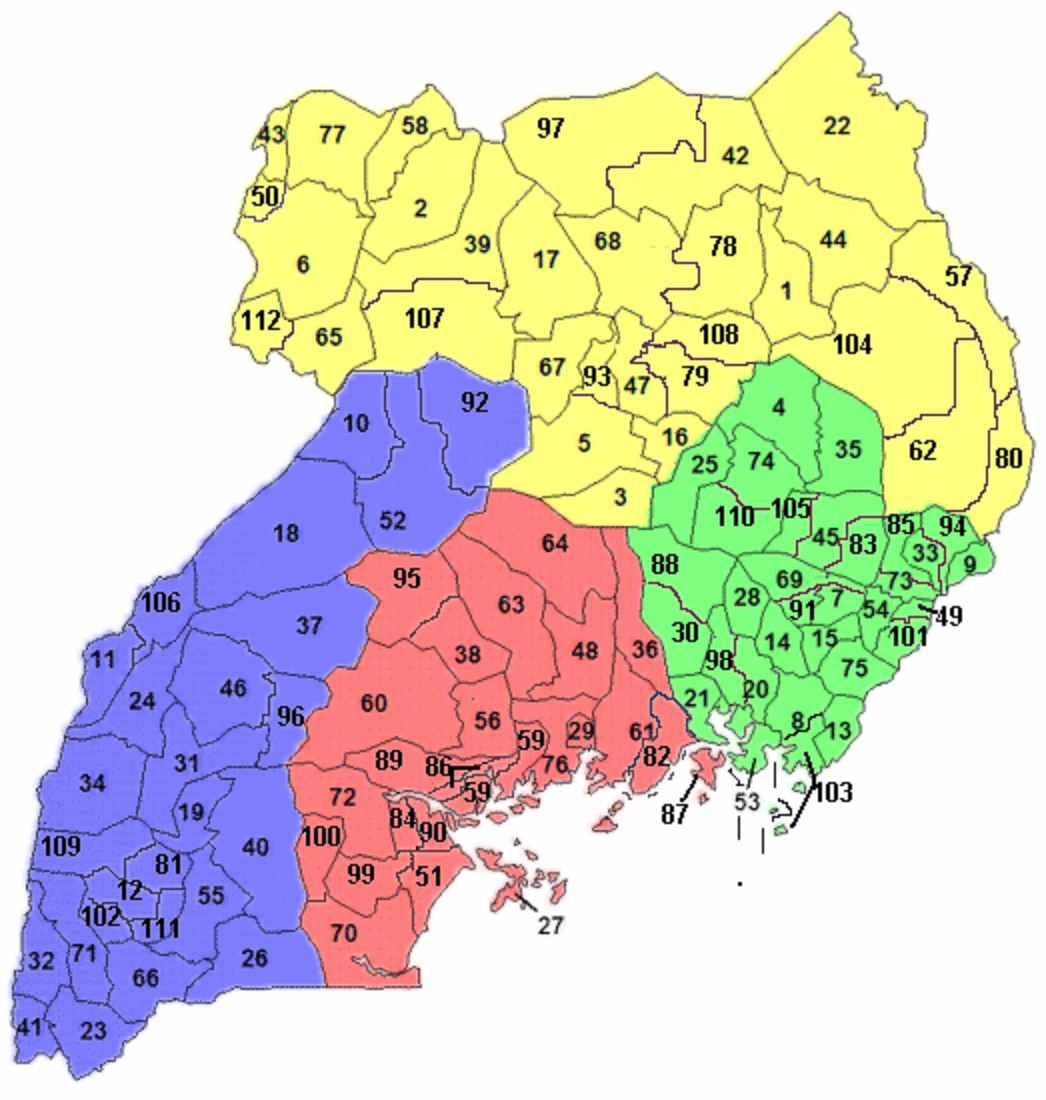
Região Oeste em azul, e o distrito de Buliisa é o número 10

Buliisa é um distrito de Uganda, localizado na Região Oeste do país. Sua principal cidade é a homônima Buliisa, que fica a aproximadamente 80 quilômetros (50 mi) de distância de Masindi, no distrito de Masindi. O distrito Buliisa foi criado em 2006 pelo parlamento de Uganda; antes disso, fazia parte do distrito Masindi.

## Localização
O distrito de Buliisa faz fronteira com o distrito Nebbi a noroeste, com o distrito Nwoya a nordeste, com o distrito Masindi a leste, com o distrito Hoima ao sul, e com a República Democrática do Congo a oeste. 
As coordenadas do distrito são 2° 11′ 0″ N, 31° 24′ 0″ E.

## Atividades econômicas
Inicialmente era um distrito essencialmente rural, e seus habitantes exerciam o pastoreio, a pesca e a agricultura de subsistência. Durante os dez primeiros anos da década de 2000, considerável quantidade de petróleo cru e depósitos de petróleo foram descobertos no distrito.

## População
De acordo com o censo de 1991, a população estimada do distrito era de 47.700 habitantes. In 2002, o censo nacional  estimava  a população em 63.400 pessoas, com crescimento anual populacional de 2.2%. Em 2012, a população do distrito foi estimada em 80.800.